# M32 motorway
Der zwischen 1966 und 1975 eröffnete M32 motorway (englisch für Autobahn M32) ist eine 7,1 km lange Autobahn in England. Er verbindet den M4 motorway mit dem Zentrum der Stadt Bristol.